# La luna negra
La luna negra es una película española de Imanol Uribe.

## Argumento
En 48 horas, Eva (Lydia Bosch) concibe una niña, pierde a su marido y atropella a una enigmática mujer. Años después verá las consecuencias. Basada en el mito hebreo de la maléfica Lilit.

## Premios
Medallas del Círculo de Escritores Cinematográficos de 1991
| Categoría      | Persona      | Resultado |
| -------------- | ------------ | --------- |
| Mejor director | Imanol Uribe | Ganador   |
| Mejor música   | José Nieto   | Ganador   |

## Reparto
| Intérprete              | Personaje    |
| ----------------------- | ------------ |
| Lydia Bosch             | Eva          |
| Fernando Guillén        | Don Manuel   |
| Emma Suárez             | Lola         |
| José Coronado           | Adrián       |
| Yolanda Ríos            | Raquel       |
| Patricia Figón          | Luna         |
| Oscar Ramos             | José         |
| Mario Adorf             | Padre        |
| Fernando Sancho         | Mariano      |
| Lola Cardona            | Justa        |
| Amparo Muñoz            | Lilit        |
| Tony Isbert             | Iván         |
| Antonio Canal           | Doctor       |
| Evelyn Engleder         | Andrea       |
| Isabel Serrano          | Enfermera    |
| Cayetana Guillén Cuervo | Enfermera    |
| Rafael Díaz             | Comisario    |
| Ángeles Martín          |              |
| Fernando Guillén Cuervo | Padre Juan   |
| Sara Mora               |              |
| Raf Vallone             | Alejandro VI |